# Pałacyk Marfiewicza w Krakowie
Pałacyk Marfiewicza w Krakowie (znany także jako Willa Marfiewicza) – kamienica wzniesiona w latach 1858–1862 w Krakowie-Piasku przy ulicy Juliana Dunajewskiego, wpisana do rejestru zabytków nieruchomych województwa małopolskiego.

## Historia
Pałacyk został wzniesiony w latach 1858–1862, jeszcze przed wytyczeniem ulicy Dunajewskiego, o czym świadczy jego położenie, znacznie cofnięte w stosunku do pierzei zabudowy ulicy. Obiekt powstał w wyniku rozbudowy starszego, jednopiętrowego domu, który podwyższono o jedną kondygnację, a następnie powiększono o jednopiętrową, dwutraktową neogotycką oficynę z dwubiegową klatką schodową. Oficyna ta została dobudowana do elewacji zachodniej. Ponadto dostawiono werandę, wprowadzono półkolistą klatkę schodową z wejściem poprzez dobudowany ganek od strony południowej oraz wykonano nowe elewacje. W latach 1861–1870 nadbudowano nad częścią pałacyku drugie piętro, wzniesiono stajnię-wozownię oraz usunięto półkolistą klatkę schodową. W ten sposób budowla otrzymała ostateczny, zachowany do dzisiaj kształt. Autorem projektu był krakowski architekt Filip Pokutyński, który nadał rezydencji cechy późnoromantycznej willi podmiejskiej, utrzymanej w stylu włoskiego renesansu.
Pałacyk zbudowano dla przemysłowca i bankiera Antoniego Marfiewicza. W XX wieku pałacyk często zmieniał właścicieli i uległ licznym przemianom. U schyłku tego stulecia, po gruntownym remoncie, stał się siedzibą Banku Spółdzielczego Rzemiosła w Krakowie.
30 sierpnia 1984 roku pałacyk został wpisany do rejestru zabytków.

## Architektura
Bryła pałacyku składa się z dwóch części: niższej – jednopiętrowej i wyższej – dwupiętrowej. W części wyższej dobudowana jest do elewacji wschodniej jednopiętrowa weranda oraz znajduje się balkon z żeliwną balustradą. Wejście do budynku wiedzie poprzez podcień poprzedzony kilkoma stopniami, ujętymi żeliwną balustradą. Dom posiada także taras. Fasada i elewacje pokryte są delikatnym boniowaniem. Budynek posiada duże okna oraz szeroki gzyms oddzielający parter od pierwszego piętra. Pałacyk wieńczy bogato zdobiona attyka. Wnętrza reprezentacyjne usytuowane były na pierwszym piętrze, gdzie znajdował się apartament mieszkalny właściciela.
Pałacyk otoczony był pierwotnie założeniem ogrodowym, składającym się ze zgeometryzowanych kwater. Całość powiązana została kompozycyjnie z Plantami, co czyniło z rezydencji typowy przykład zespołu pałacowo-ogrodowego. Na skutek częstych zmian właścicieli i sposobu użytkowania pałacyk Marfiewicza uległ w kolejnych dziesięcioleciach znacznym przemianom, które przyczyniły się do zatracenia wielu elementów początkowego założenia architektonicznego. W pierwszej połowie XX wieku obiekt został otoczony wysoką zabudową, co znacznie pogorszyło jego ekspozycję. Zniszczeniu uległ również ogród.